# Boletus subluridellus
Bolétus subluridéllus (лат.) — гриб семейства болетовые (Boletaceae).

## Биологическое описание
- Шляпка 5—12,5 см в диаметре, в молодом возрасте выпуклая, затем становится уплощённой и почти плоской, ярко-красного, красно-розового, кирпично-красного или оранжево-красного цвета, при прикосновении мгновенно становится сине-чёрной, сухая, бархатистая.
- Мякоть жёлтого цвета, очень быстро синеет на воздухе, с пресным или немного едким запахом и пресным или металлическим вкусом.
- Гименофор трубчатый, розово-красного или тёмно-красного цвета, затем выцветающий до оранжево-красного или коричневатого, при прикосновении сразу становится сине-чёрным.
- Ножка 4—10 см длиной, плотная, почти ровная, сухая, светло-жёлтого цвета, иногда с красноватыми точками.
- Споровый порошок оливково-коричневого цвета. Споры тёмно-жёлтого цвета, 11—15×4—6 мкм, гладкие, веретеновидной формы, с верхушечной порой прорастания.
- Пищевые качества или токсические свойства не изучены.

## Экология и ареал
Встречается одиночно или небольшими группами, в широколиственных и смешанных лесах, часто под дубом, образует микоризу. Известен из Северной Америки.

## Сходные виды
- Boletus subvelutipes отличается оранжевым оттенком шляпки и красноватыми волосками в основании ножки.